# Области Републике Српске
Географски простор Републике Српске историјски и културолошки подијељен је на различите области, које немају формални статус. Границе географских области Републике Српске, пресијецају политичке границе јединица локалне самоуправе, па се тако једна општина или град, може налазити у више области. Поред физиономских, односно природно-географских области, могуће је издвојити и функционалне регије Републике Српске.